# 鳇鱼圈遗址
鳇鱼圈遗址，位于中国吉林省舒兰市法特乡黄鱼村，为一个省级文物保护单位，类型为古遗址，公布时间为2007年5月31日。该文物保护单位由舒兰市文体局管理。
鳇鱼圈遗址的历史年代为清。